# Луди пари
„Луди пари“ (на английски: Dumb Money) е американска биографична трагикомедия от 2023 г. на режисьора Крейг Гилеспи, сценарият е на Лорън Шукър Блум и Ребека Анджело, и е базиран на книгата The Antisocial Network от 2021 г., написана от Бен Мезрич. Във филма участват Пол Дейно, Пийт Дейвидсън, Винсънт д'Онофрио, Америка Ферера, Ник Офърман, Антъни Реймъс, Себастиан Стан, Шейлийн Удли и Сет Роугън.
Световната премиера на филма се състои във филмовия фестивал в Торонто на 8 септември 2023 г. и излиза по кината в Съединените щати на 15 септември 2023 г. като ограничено издание, както и на 6 октомври 2023 г. в широкоекранно издание.

## Актьорски състав
- Пол Дейно – Кийт Гил[6]
- Пийт Дейвидсън – Кевин Гил, брат на Гил[6]
- Винсънт Д'Онофрио – Стийв Коен[6]
- Америка Ферера – Дженифър Кембъл[6]
- Ник Офърман – Кенет Грифин[6]
- Антъни Реймъс – Маркос[6]
- Себастиан Стан – Влад Тенев[6]
- Шейлийн Удли – Карълайн Гил, съпруга на Кийт[6]
- Сет Роугън – Гейб Плоткин[6]
- Дейн Дехаан – Брад, шеф на Маркос[6]
- Миха'ла Херолд – Рири
- Талия Райдър – Хармъни[6]
- Руши Кота – Байджу Бхат
- Кланси Браун – Стивън Гил, баща на Кийт и Кевин
- Кейт Бъртън – Илейн Гил, майка на Кийт и Кевин
- Лари Оуенс – Крис, колега на Дженифър
- Оливия Търби – Яра Плоткин, съпруга на Гейб
- Дениз Акдениз – Бригси
- Дейвид Фейбър – себе си, финансов журналист на CNBC